# Höllpass
Der Höllpass ist ein 683 m ü. NHN hoher Gebirgspass im nördlichen Teil des Fichtelgebirges in Bayern, Deutschland. 
Der Höllpass befindet sich im Nordwesten des hufeisenförmig nach Osten geöffneten Fichtelgebirges. Er liegt zwischen dem Gebirgszug Waldstein im Norden und dem Schneeberg–Ochsenkopf–Massiv im Süden, welche durch sich im Fichtelgebirge fast rechtwinklig treffende tektonische  Bruchstellen entstanden.
Die über den Höllpass führende Staatsstraße 2180 überwindet vom Kornbachtal bei Gefrees bis zum Weißenstädter Ortsteil Torfmoorhölle einen Höhenunterschied von etwa 120 Metern.